# DouYu
DouYu (chiń. 斗鱼) – chiński serwis internetowy o charakterze platformy live streamingu, umożliwiający transmitowanie treści wideo na żywo. Powstał w 2014 roku.
Jest to największy tego typu portal w kraju; korzysta z niego 163,6 mln użytkowników miesięcznie.
Serwis jest skoncentrowany na streamingu gier, ale oferuje także sekcję wideoblogów.